# Svennevad
Svennevad är kyrkbyn i Svennevads socken och en småort i Hallsbergs kommun.
Orten är belägen längs riksväg 51 och ligger intill sjön Sottern. 
I äldre tid hette Svennevad Swinavadh (1332) eftersom vildsvin vadade över den närbelägna ån. På 1700-talet började namnet skrivas Svennevad, troligtvis en medveten "uppsnyggning".
1989 beräknades Svennevad till att vara Sveriges demografiska mittpunkt i en uträkning gjord av SCB. Vid en ny beräkning år 2005 hade Sveriges demografiska mittpunkt flyttats till Hjortkvarn 6 km söder om Svennevad.